# Abacaria levu
Abacaria levu là một loài Trichoptera trong họ Hydropsychidae. Chúng phân bố ở miền Australasia.